# Final Song
"Final Song" − utwór muzyczny duńskiej piosenkarki i autorki tekstów MØ. Wydany został 13 maja 2016 jako singel z jej drugiego albumu studyjnego, Forever Neverland, jednak znalazł się tylko na japońskiej edycji albumu.

## Teledysk
Teledysk wyreżyserowany przez Tomasa Whitmore został zrealizowany na Youtube, 9 czerwca 2016.  Sceny z teledysku nagrywane były w California Desert National Conservation Area.

## Występy na żywo
16 października 2016 MØ zaśpiewała utwór podczas talk show The Tonight Show with Jimmy Fallon.

## Notowania

### Notowania cotygodniowe
| Lista (2016)                                       | Najwyższa pozycja |
| -------------------------------------------------- | ----------------- |
| Australia (ARIA)                                   | 12                |
| Austria (Ö3 Austria Top 40)                        | 11                |
| Belgia (Ultratop 50 Flanders)                      | 37                |
| Belgia (Ultratop 50 Wallonia)                      | 18                |
| Kanada (Canadian Hot 100)                          | 64                |
| Czechy (Rádio Top 100)                             | 59                |
| Czechy (Singles Digitál Top 100)                   | 19                |
| Dania (Tracklisten)                                | 4                 |
| Dania Airplay (Tracklisten)                        | 2                 |
| Francja (SNEP)                                     | 42                |
| Niemcy (Official German Charts)                    | 16                |
| Węgry (Stream Top 40)                              | 29                |
| Irlandia (IRMA)                                    | 6                 |
| Włochy (FIMI)                                      | 38                |
| Niderlandy (Dutch Top 40)                          | 20                |
| Niderlandy (Single Top 100)                        | 19                |
| Nowa Zelandia (Recorded Music NZ)                  | 20                |
| Norwegia (VG-lista)                                | 9                 |
| Portugalia (AFP)                                   | 40                |
| Szkocja (Official Charts Company)                  | 8                 |
| Słowacja (Rádio Top 100)                           | 38                |
| Słowacja (Singles Digitál Top 100)                 | 7                 |
| Słowenia (SloTop50)                                | 30                |
| Hiszpania (PROMUSICAE)                             | 87                |
| Szwecja (Sverigetopplistan)                        | 42                |
| Szwajcaria (Schweizer Hitparade)                   | 26                |
| Wielka Brytania (Official Charts Company)          | 14                |
| Wielka Brytania UK Dance (OCC)                     | 7                 |
| Stany Zjednoczone (Bubbling Under Hot 100 Singles) | 15                |

### Notowania końcoworoczne
| Lista (2016)                              | Najwyższa pozycja |
| ----------------------------------------- | ----------------- |
| Australia (ARIA)                          | 64                |
| Austria (Ö3 Austria Top 40)               | 46                |
| Belgia (Ultratop Wallonia)                | 58                |
| Dania (Tracklisten)                       | 18                |
| Niemcy (Official German Charts)           | 63                |
| Holandia (Dutch Top 40)                   | 72                |
| Holandia (Single Top 100)                 | 64                |
| Szwajcaria (Schweizer Hitparade)          | 85                |
| Wielka Brytania (Official Charts Company) | 74                |

## Certyfikaty
| Kraj                     | Certyfikat | Sprzedaż/Wysyłki |
| ------------------------ | ---------- | ---------------- |
| Australia (ARIA)         | 2× platyna | 140 000+         |
| Dania (IFPI Denmark)     | 2× platyna | 180 000+         |
| Francja (SNEP)           | Złoto      | 75 000+          |
| Niemcy (BVMI)            | Platyna    | 400 000+         |
| Włochy (FIMI)            | Platyna    | 50 000+          |
| Holandia (NVPI)          | Platyna    | 40 000+          |
| Nowa Zelandia (RMNZ)     | Złoto      | 7 500+           |
| Polska (ZPAV)            | Platyna    | 20 000+          |
| Szwecja (GLF)            | Platyna    | 40 000+          |
| Wielka Brytania (BPI)    | Platyna    | 600 000+         |
| Stany Zjednoczone (RIAA) | Złoto      | 500 000+         |

## Historia wydania
| Kraj              | Data             | Format                 | Wytwórnia       |
| ----------------- | ---------------- | ---------------------- | --------------- |
| Świat             | 13 maja 2016     | Digital download       | Sony            |
| Włochy            | 26 sierpnia 2016 | Contemporary hit radio | Sony            |
| Stany Zjednoczone | 30 sierpnia 2016 | Contemporary hit radio | Chess Club, RCA |